# Алекс де Мінор
Алекс де Мінор (англ. Alex de Minaur, ісп. Álex de Miñaur, читається де Міняур) — австралійський тенісист з подвійним австралійським та іспанським громадянством. 
Алекс де Мінор народився в Сіднеї. Його батько — уругваєць, а мати — іспанка. 

## Значні фінали

### Фінали турнірів Masters 1000

#### Пари: 1 титул
| Результат | Рік  | Турнір             | Покриття | Партнер              | Супротивники              | Рахунок  |
| --------- | ---- | ------------------ | -------- | -------------------- | ------------------------- | -------- |
| Перемога  | 2020 | Мастерс Цинциннаті | Тверде   | Пабло Карреньо Буста | Джеймі Маррей Ніл Скупскі | 6–2, 7–5 |

## Фінали турнірів ATP

### Одиночний розряд: 19 (10 титулів, 9 поразок)
| Результат | В–П  | Date     | Турнір                                         | Tier         | Поверхня   | Opponent                   | Рахунок            |
| --------- | ---- | -------- | ---------------------------------------------- | ------------ | ---------- | -------------------------- | ------------------ |
| Поразка   | 0–1  | Січ 2018 | Sydney International, Австралія                | ATP 250      | Тверде     | Данило Медведєв            | 6–1, 4–6, 5–7      |
| Поразка   | 0–2  | Сер 2018 | Washington Open, США                           | ATP 500      | Тверде     | Александр Зверєв           | 2–6, 4–6           |
| Перемога  | 1–2  | Січ 2019 | Sydney International, Австралія                | ATP 250      | Тверде     | Андреас Сеппі              | 7–5, 7–6(7–5)      |
| Перемога  | 2–2  | Лип 2019 | Atlanta Open, США                              | ATP 250      | Тверде     | Тейлор Фріц                | 6–3, 7–6(7–2)      |
| Перемога  | 3–2  | Вер 2019 | Zhuhai Championships, КНР                      | ATP 250      | Тверде     | Адріан Маннаріно           | 7–6(7–4), 6–4      |
| Поразка   | 3–3  | Жов 2019 | Swiss Indoors, Швейцарія                       | ATP 500      | Тверде (i) | Роджер Федерер             | 2–6, 2–6           |
| Поразка   | 3–4  | Жов 2020 | European Open, Бельгія                         | ATP 250      | Тверде (i) | Юго Енбер                  | 1–6, 6–7(4–7)      |
| Перемога  | 4–4  | Січ 2021 | Antalya Open, Туреччина                        | ATP 250      | Тверде     | Олександр Бублик           | 2–0 ret.           |
| Перемога  | 5–4  | Чер 2021 | Eastbourne International, Велика Британія      | ATP 250      | Трава      | Лоренцо Сонего             | 4–6, 6–4, 7–6(7–5) |
| Перемога  | 6–4  | Лип 2022 | Atlanta Open (2), США                          | ATP 250      | Тверде     | Дженсон Бруксбі            | 6–3, 6–3           |
| Перемога  | 7–4  | Лют 2023 | Abierto Mexicano TELCEL, Мексика               | ATP 500      | Тверде     | Томмі Пол                  | 3–6, 6–4, 6–1      |
| Поразка   | 7–5  | Чер 2023 | Queen's Club Championships, Велика Британія    | ATP 500      | Трава      | Карлос Алькарас            | 4–6, 4–6           |
| Поразка   | 7–6  | Сер 2023 | Los Cabos Open, Мексика                        | ATP 250      | Тверде     | Стефанос Ціціпас           | 3–6, 4–6           |
| Поразка   | 7–7  | Сер 2023 | Мастерс Канада, Toronto                        | Masters 1000 | Тверде     | Яннік Сіннер               | 4–6, 1–6           |
| Поразка   | 7–8  | Лют 2024 | Rotterdam Open, Нідерланди                     | ATP 500      | Тверде (i) | Jannik Sinner              | 5–7, 4–6           |
| Перемога  | 8–8  | Лют 2024 | Mexican Open, Мексика (2)                      | ATP 500      | Тверде     | Каспер Рууд                | 6–4, 6–4           |
| Перемога  | 9–8  | Чер 2024 | Rosmalen Grass Court Championships, Нідерланди | ATP 250      | Трава      | Себастьян Корда            | 6–2, 6–4           |
| Поразка   | 9–9  | Лют 2025 | Rotterdam Open, Нідерланди                     | ATP 500      | Тверде (i) | Карлос Алькарас            | 6–4, 3–6, 6–2      |
| Перемога  | 10–9 | Лип 2025 | Washington Open, США                           | ATP 500      | Тверде     | Алехандро Давидович Фокіна | 5–7, 6–1, 7–6(7–3) |

### Пари: 1 титул
| Результат | В–П | Date     | Турнір                  | Tier         | Поверхня | Partner              | Opponents                 | Рахунок  |
| --------- | --- | -------- | ----------------------- | ------------ | -------- | -------------------- | ------------------------- | -------- |
| Перемога  | 1–0 | Сер 2020 | Мастерс Цинциннаті, США | Masters 1000 | Тверде   | Пабло Карреньо Буста | Джеймі Маррей Ніл Скупскі | 6–2, 7–5 |

## Юніорські фінали турнірів Великого шолома

### Одиночний розряд: 1 фінал
| Результат | Рік  | Турнір    | Поверхня | Супротивник     | Рахунок       |
| --------- | ---- | --------- | -------- | --------------- | ------------- |
| Поразка   | 2016 | Wimbledon | Трава    | Денис Шаповалов | 6–4, 1–6, 3–6 |

### Пари: 1 титул
| Результат | Рік  | Турнір          | Поверхня | Партнер     | Супротивники             | Рахунок           |
| --------- | ---- | --------------- | -------- | ----------- | ------------------------ | ----------------- |
| Перемога  | 2016 | Australian Open | Хард     | Блейк Елліс | Лукаш Кляйн Патрік Рікль | 3–6, 7–5, [12–10] |